# カヴェナーゴ・ダッダ
カヴェナーゴ・ダッダ（伊: Cavenago d'Adda）は、イタリア共和国ロンバルディア州ローディ県にある、人口約2,100人の基礎自治体（コムーネ）。

## 地理

### 位置・広がり

#### 隣接コムーネ
隣接するコムーネは以下の通り。括弧内のCRはクレモナ県所属を示す。
- アッバディーア・チェッレート
- カザレット・チェレダーノ (CR)
- コルテ・パラージオ
- クレデーラ・ルッビアーノ (CR)
- マイラーゴ
- オッサーゴ・ロディジャーノ
- サン・マルティーノ・イン・ストラーダ
- トゥラーノ・ロディジャーノ

### 地勢・地形
- 河川：アッダ川

### 気候分類・地震分類
気候分類では、zona E, 2629 GGに分類される。
また、イタリアの地震リスク階級 (it) では、zona 3 (sismicità bassa) に分類される。

## 行政

### 分離集落
カヴェナーゴ・ダッダには、以下の分離集落（フラツィオーネ）がある。
- Caviaga, Muzza Piacentina, Soltarico